# 类尖头风毛菊
类尖头风毛菊（学名：Saussurea pseudomalitiosa）为菊科风毛菊属的植物，为中国的特有植物。分布在中国大陆的青海等地，生长于海拔3,300米的地区，目前尚未由人工引种栽培。